# Psyché (film)
Psyché (Psyché I–II.) Bódy Gábor 1980-ban készült kétrészes magyar filmje Weöres Sándor azonos című regénye nyomán. A kétrészes, filmszínházi vetítésre szánt változat I. részének címe: Psyché és Nárcisz. A II. részé: Nárcisz és Psyché.
Elsősorban televíziós vetítéseknél a reformkorban játszódó középső, Psyché című részt is be szokták mutatni, és ekkor a filmet Nárcisz és Psyché címen szokták sugározni. (Ez a reformkori rész az eredeti regényből hiányzik, de a film egyébként sem követi pontosan Weöres regényét. Továbbá nem kapcsolódik szervesen a kétrészes változat részeihez, történetéhez.)
Külföldi forgalmazásra egy 136 perces rövidített változat készült Narcissus and Psyche címen. A nyolcvanas években a külföldi bemutatók, fesztiválok, szemlék kapcsán még kizárólag ezt a változatot emlegették Nárcisz és Psychéként
A háromrészes változat 2009-es DVD-kiadásának a címe: Psyché.
Külön érdekessége a filmnek, hogy a Nárciszt, azaz Ungvárnémeti Tóth Lászlót alakító Udo Kier magyar hangját a filmben a Zedlitz bárót alakító Cserhalmi György kölcsönzi, míg ő Garas Dezső hangján szólal meg, amivel a korabeli nézőknek nem kis meglepetést okoztak.
Továbbá hogy Kazinczy Ferencet Pilinszky János költő személyesíti meg.
Kisebb szerepekben feltűnik Hornyánszky Gyula festőművész Psyché gyámja, „nagybátyja”, gróf Dessewffy József szerepében, Erdély Miklós (Eberhardt professzor) és Hoppál Mihály is (Oxendorf szerepében).
A film 2012-ben bekerült a Magyar Művészeti Akadémia tagjai által kiválasztott legjobb 53 magyar alkotás közé.

## Történet

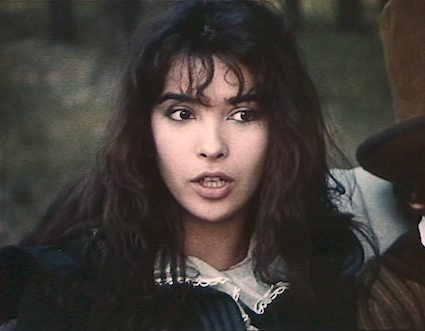
Psyché

Weöres Sándor regénye és a film története valós személy, Ungvárnémeti Tóth László (1788–1820), a fiatalon elhunyt költő köré szövődik, akinek életébe töredékesen egy kitalált személy, gyermekkori szerelme, Lónyay Erzsébet, azaz Psyché szemein és életén, ritkuló találkozásaikon keresztül nyerünk bepillantást.
A lány egyszerű kis vidéki, szegény cigánylány a Miskolc környéki Avasról – akinek anyját a sors szeszélye folytán örökbe fogadta és grófkisasszonyként neveltette, taníttatta egy Mailáth gróf – vidéken nevelkedett anyja regénybeli szeretője, Bihari János cigányprímás rokonainál. Psyché még kislányként ismerte meg a szegény sorsú poétát, és gyermekkora óta szerelmes belé. De a fiú ezt egyrészt nem veszi komolyan és nem is viszonozza, másrészt tudomásul veszi, és élete során gyakran ki is használja a lány érzelmeit és társadalmi kapcsolatait.
A kislányt gyámja, gróf Dessewffy József ragadja ki a nyomorból azzal, hogy előkelő külföldi leánynevelő intézetben helyezi el.
Psyché – talán hogy szerelmének imponáljon, vagy legalább részben a figyelmét magára vonja, ám lehet, hogy csak a korszellem hatása alatt – versírásba kezd, és még a költő óriás Kazinczy figyelmét is felkelti.
A történet éppen Kazinczy széphalmi (Bányácska) hazában tett látogatással kezdődik 1812-ben.

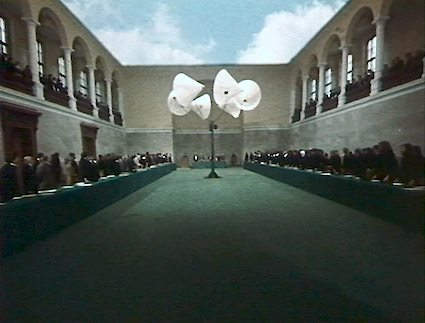
A pozsonyi országgyűlés eltűnő mennyezettel és archaikusan futurisztikus szélkerékkel (Bachman Gábor látványtervezői munkája)

Bódy érdekes hatást ér el azzal, hogy díszletei (Bachman Gábor látványtervezői munkája), kosztümjei, a szereplők beszélgetései rendkívül korhűek és realisztikusak. Ugyanakkor álomszerű, szürreális effektusokkal él (már a bevezető képsorokban is), és időről időre megjelennek különféle, régimódian futurisztikus, fantasztikus szerkezetek is. Amitől egyes pillanatokban óhatatlanul olyan érzésünk támad, mintha a film cselekményét egy kortárs polihisztor álmodná a vágyott társadalmi pezsgésről és haladásról, és csodás gépezetek megjelenéséről. Sőt az effektusok váratlan megjelenése folytán nem is nagyon tudjuk, mi álom és mi a valóság. S miközben valóban tanúi vagyunk felvilágosodásnak, forradalmaknak, a gőzgépek elterjedésének, léghajónak, automobilnak, felmerül bennünk a kérdés, hogy mi magunk és mai világunk mennyiben az ő álmai megtestesülése, beteljesülése.
Bódy a lineáris történetvezetés mellett is elbizonytalanítja a nézőt. Már az első rész közepe táján gyanakodik a néző, hogy a szereplők nem öregszenek, a mellékszereplők pedig egyszerűen sorra eltünedeznek. És sejtjük, hogy az időnként megjelenő snittek, amik az égen rohanó felhőket mutatják, a rohanó időt szimbolizálják. Ám vannak olyan jelenetek, amelyek nyilvánvalóan közel esnek egymáshoz időben, mégis a száguldó fellegekről mutatott bejátszás választja el őket.
Mindeközben Nárcisz apolitikus, néha karrierista. A klasszikus kultúra megszállott követője, aki némi ellenszenvvel tekint a nyelvújítókra, reformátorokra és az egész születőben lévő új világra.
Psyché kezdetben viharos élete lassan nyugvópontra jut, és feleségül megy régi imádójához, Zedlitz báróhoz.

## Szereplők

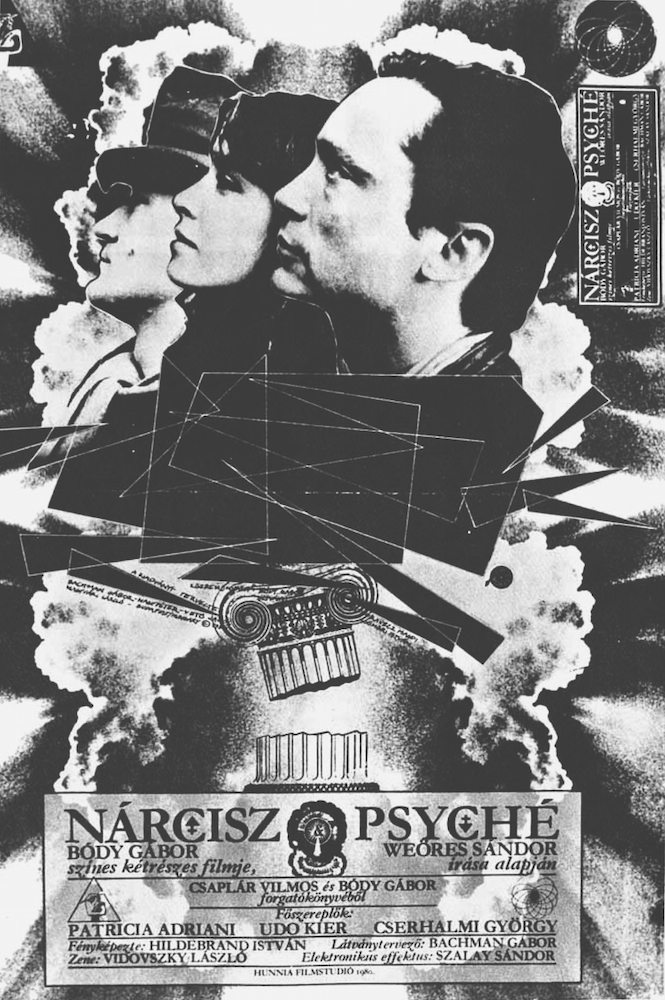
Plakát

- Psyché (Lónyay Erzsébet) – Patricia Adriani (Kútvölgyi Erzsébet)
- Nárcisz (Ungvárnémeti Tóth László) – Udo Kier (Cserhalmi György)
- Zedlitz báró – Cserhalmi György (Garas Dezső)
- Nagybácsi – Hornyánszky Gyula
- Kazinczy – Pilinszky János
- Ilse – Horváth Ágnes
- Rhédey Klára – Tóth Éva
- Lovászi Zoltán – Derzsi János
- Kosztolányi Ferdinánd – Ujlaki Dénes
- Ingrid – Ingrid Caven
- Orfeumigazgató – Gera Zoltán
- Eberhardt professzor – Erdély Miklós
- Pap / Oxendorf – Hoppál Mihály

## Bemutatók
- Magyarország – 1980. december 22.
- Lengyelország – 2005. július 27.

## Érdekesség
Az egyik forgatás Sopronhorpácson volt, aminek az előhívása nem sikerült (állítólag „rózsaszín” lett), így meg kellett ismételni a jeleneteket, ami a Vácrátóti Arborétumban történt.